# DirectInput
El DirectInput es un módulo perteneciente a DirectX utilizado para procesar datos del teclado, ratón, joystick y otros controles para juegos.
DirectInput es una biblioteca para procesar datos del teclado, ratón, joystick y otros controles para juegos. También provee un sistema de mapeo que permite especificar las acciones del juego que originarán los botones y los ejes de los dispositivos de entrada.
DirectInput es una parte de la biblioteca DirectX. Actualmente está archivado como obsoleto y simplemente se soportó por compatibilidad hacia atrás. Las nuevas aplicaciones usan XInput.

## XInput
XInput es una API para los controladores de juegos de la siguiente generación. Ha sido introducido con el lanzamiento de la videoconsola XBox 360.
Tiene la ventaja de que es más sencillo de usar que DirectInput. Además, XInput es compatible con DirectX en sus versiones 9 y superiores.